# Guerra dei mercenari
La guerra dei mercenari (detta anche guerra libica) fu un conflitto armato combattuto sul territorio africano di Cartagine tra il 240 e il 238 a.C. che vide di fronte le truppe regolari della città e le milizie mercenarie dell'esercito cartaginese che si erano ribellate dopo la fine della prima guerra punica. La guerra, narrata da Polibio con dovizia di particolari, fu caratterizzata dalla straordinaria crudeltà dispiegata da entrambe le parti, dalle alterne vicende e dalla violenza dei combattimenti.
Il conflitto, definito da Polibio "guerra inesorabile" o "guerra senza possibilità di tregua", inizialmente vide i notevoli successi dei mercenari capeggiati da due abili condottieri, l'italico Spendio e l'africano Mato. Dopo l'assunzione del comando di Amilcare Barca, i cartaginesi riuscirono ad avere infine la meglio e distrussero le milizie ribelli, procedendo ad una sanguinosa repressione finale; i capi mercenari furono tutti uccisi.

## Origini

### Fine della prima guerra punica
La prima guerra punica si era conclusa nel 241 a.C., dopo oltre venti anni di combattimenti terrestri e navali dall'esito alterno, con la vittoria finale di Roma e la conclusione della cosiddetta "pace di Lutazio", dal nome del console romano Gaio Lutazio Catulo che aveva vinto la decisiva battaglia navale delle isole Egadi. Il trattato stabiliva l'evacuazione da parte di Cartagine delle roccaforti in Sicilia e delle isole Eolie, inoltre i cartaginesi dovevano rinunciare ad ogni influenza politico-militare sull'Italia e soprattutto versare una cospicua indennità di guerra. Le clausole iniziali della pace prevedevano il versamento da parte cartaginese di 2200 talenti euboici in venti anni, ma le successive disposizioni definitive stabilirono che Cartagine avrebbe dovuto pagare in dieci anni la somma a cui sarebbero stati aggiunti altri 1000 talenti da versare immediatamente.
Polibio riporta le clausole fondamentali della "pace di Lutazio":
(Polibio, Storie, I, 62)

### Smobilitazione dei mercenari cartaginesi
Nonostante la sconfitta, il comandante dell'esercito cartaginese in Sicilia, l'abile Amilcare Barca, aveva dimostrato notevoli qualità di condottiero e aveva mantenuto il suo prestigio di militare e la sua influenza politica; egli tuttavia preferì subito dopo la pace, riportare i suoi 20000 esperti e valenti mercenari da Erice alla fortezza di Lilibeo dove cedette il comando superiore a Gisgone che aveva la responsabilità delle difese sul posto e che dovette quindi organizzare sotto la sua responsabilità il concentramento, la smobilitazione e il rimpatrio delle truppe mercenarie. Dalle fonti antiche non è possibile comprendere i motivi della rinuncia volontaria al comando da parte di Amilcare; è verosimile che egli prevedesse le difficoltà della smobilitazione dei mercenari a causa dell'impossibilità di erogare a tutti il soldo arretrato e che quindi preferisse cedere ad un altro comandante la problematica incombenza. È possibile inoltre che Amilcare intendesse, dopo il rapido ritorno a Cartagine, assumere la guida delle forze popolari e commerciali cartaginesi violentemente contrarie alla fazione oligarchica guidata da Annone che invece aveva preferito concludere la pace con Roma e salvaguardare i grandi latifondi servili delle valli africane.
Gisgone, il nuovo comandante dei 20000 mercenari ammassati a Lilibeo in attesa del rimpatrio, non era un incapace e, secondo Polibio, aveva ben compreso i pericoli della situazione. I mercenari erano irrequieti ed esasperati per le molte privazioni della guerra e per la mancata corresponsione nei tempi stabiliti del soldo pattuito. Egli ritenne opportuno smobilitare e trasferire a Cartagine i mercenari in modo scaglionato a piccoli gruppi per minare la loro coesione e permettere al governo cartaginese di erogare i compensi spettanti alle milizie in modo graduale e ordinato. Ai singoli gruppi di mercenari, secondo i piani di Gisgone, non appena giunti a Cartagine avrebbero dovuto essere immediatamente corrisposto il soldo dovuto e subito rinviati alle rispettive terre di provenienza evitando in questo modo la loro pericolosa concentrazione in Africa. Gisgone inoltre credeva che effettuando i rimpatri in modo scaglionato nel tempo, il governo cartaginese avrebbe avuto maggior tempo per raccogliere il denaro necessario per i pagamenti delle milizie provenienti da Lilibeo.
A Cartagine, però, non si comprese la saggezza di questa mossa, oppure non fu possibile dare corso ai pagamenti.
In effetti, assieme alla pervicacia bellica dei Romani, il lato economico fu assolutamente fondamentale per la vittoria: Roma riuscì a varare la flotta che vinse la decisiva battaglia delle Isole Egadi con l'aiuto determinante di forze economiche private. I Cartaginesi non emularono gli sforzi compiuti dai Romani, per mancanza di lungimiranza o di capacità politica. In ogni caso, le casse della città, dopo 24 anni di combattimenti, erano vuote e si doveva fronteggiare l'enorme rimborso dei danni di guerra.

## Concentramento
Si verificò quindi, quello che Giscone voleva evitare. I Cartaginesi trattennero i mercenari anziché pagarli e rimandarli a casa:
(ibid., I, 66)
Una concentrazione di avventurieri in città cominciò a creare problemi di ordine pubblico; i mercenari commettevano reati sia di notte che di giorno e la tensione in città saliva. Si cercò una soluzione chiedendo ai capi dei mercenari di spostare i loro contingenti nella città di Sicca in attesa che dalla Sicilia arrivassero tutti gli altri e a ciascuno sarebbe stato dato uno statere d'oro in acconto. L'accordo fu raggiunto però i mercenari volevano lasciare i bagagli a Cartagine; bisogna precisare che per bagagli si intendeva non solo l'attrezzatura ma anche donne e figli. Questo non piacque ai Cartaginesi che temevano che i mercenari, una volta pagati sarebbero tornati in città a ricominciare a commettere crimini.
Una volta ritirati a Sicca, i mercenari, senza nulla da fare si illudevano l'un l'altro sulla paga che avrebbero ricevuto anche ricordando le varie promesse fatte dai generali cartaginesi nei momenti di difficoltà. Nelle loro speranze le cifre che si aspettavano aumentavano ogni giorno.
Viceversa, quando infine erano tutti a Sicca e a trattare giunse Annone, comandante delle truppe in Libia, l'offerta del generale, che ricordò il pesante tributo da versare a Roma, fu perfino una decurtazione delle paghe. Questo, ovviamente non piacque ai creditori e
(ibid., I, 67)
Cartagine utilizzava soprattutto truppe della Libia, terra assoggettata, ma anche Celti, Iberi, Baleari e Liguri. Polibio, greco, ammette che qualcuno proveniva dalla Grecia ma conia il termine "semigreci", disertori e schiavi; in tutta la sua opera Polibio si batte contro l'uso di mercenari nelle guerre e loda l'esercito romano formato da cittadini. Il metodo cartaginese di assoldare truppe di varia provenienza per evitare consorterie troppo potenti, un divide et impera in formato ridotto, era giunto alla fine della sua efficacia.
In una serie di pretese, ripicche e incomprensioni la situazione si ingarbugliò fino a che i mercenari, ed erano ventimila, si spostarono verso Cartagine accampandosi a circa centoventi stadi (poco più di ventidue chilometri) "in un luogo chiamato Tunisi".

## Ricatto

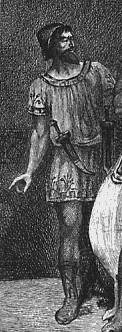
Spendio, uno dei capi più importanti dei mercenari.

A Cartagine ci si accorse del doppio errore: l'aver ammassato tante truppe incontrollabili e il non aver trattenuto i "bagagli" in città; sarebbero diventati degli ostaggi preziosissimi. La soluzione immediata fu di inviare abbondanti rifornimenti ai ribelli, colmandoli di promesse, inviando a trattare i più eminenti personaggi. Come era logico le truppe si resero conto della loro forza contrattuale e ogni volta alzavano le pretese. Nella situazione si indebolì l'autorità di Amilcare mentre i mercenari percepivano Giscone come persona con cui poter trattare. In effetti Giscone riuscì, dapprima a frenare le truppe ribelli promettendo un pagamento dilazionato "per stirpe"; ancora un tentativo di divide et impera. Tentativo che però non passò inosservato.
Un certo Spendio, schiavo campano fuggito e un libico di nome Mato avvisarono i Libici che, una volta pagate e partite le truppe delle altre stirpi, i Cartaginesi avrebbero avuto un maggiore potere contrattuale nei loro confronti. L'ipotesi, probabilmente non del tutto priva di fondamento, scatenò l'ira dei mercenari.
(ibid., I, 69)

## La guerra libica
I Cartaginesi che speravano, una volta terminata la guerra con Roma, di godere di un po' di respiro, si trovarono a dover affrontare, senza esercito e senza risorse economiche tali da assoldarne uno, una guerra terrestre sulla porta di casa; a combattere non per il possesso della Sicilia e per il controllo del mare ma per la patria e per loro stessi.
I due capi della rivolta, infatti, al termine di una tormentata serie di convulse trattative, richieste e rapine fecero catturare Giscone ed il suo seguito. Quella che era nata come trattativa "sindacale" scivolò velocemente verso la vera e propria guerra.
La prima mossa di Mato, infatti, fu di mandare dei portavoce alle città libiche per invogliarle alla libertà e per chiedere aiuto. Quasi tutte le città accettarono di aiutare i ribelli tranne Utica e Ippona Diarrito (oggi Biserta). Due città che vivevano di commercio non si associarono alla rivolta delle città "agricole". Mato assediò Utica, mentre Spendio faceva lo stesso con Ippona.
La Libia era stata brutalmente depredata dai Cartaginesi; essendo una terra assoggettata, durante la precedente guerra punica ai Libici fu imposto di versare come tributo la metà dei raccolti e alle città furono imposti tributi raddoppiati, nessuna esenzione, nessuna indulgenza. I governanti che Cartagine vedeva di buon occhio erano quelli che riuscivamo a estorcere ai loro popoli il massimo delle ricchezze possibili. Un simile comportamento, ovviamente giustificò la risposta alla ribellione. Polibio narra che perfino le donne versarono i loro monili ai ribelli. Con questi fondi i capi mercenari pagarono gli arretrati dovuti alla truppa ed ebbero finanziamenti per proseguire le ostilità. Il libico Mato ricevette l'aiuto di ben settantamila Libi e con questi aveva tagliato fuori Cartagine da quasi tutto l'entroterra e mentre assediava Utica e Ippona non disdegnava di assaggiare le difese di Cartagine stessa.
Cartagine cominciò a formare una milizia di cavalleria cittadina, ad allestire una flotta e a cercare altri mercenari. Annone fu posto a capo dell'esercito.

### Annone
Ma Annone, ottimo politico (fu il capo della fazione terriera che propugnava la convivenza con Roma e l'espansione in Africa nonché avversario di Amilcare Barca) e ottimo organizzatore logistico per le necessità materiali e di sussistenza dell'esercito, si dimostrò un pessimo generale. Portò soccorso agli Uticesi, mettendo a soqquadro il campo dei ribelli con i suoi oltre cento elefanti e con le macchine da guerra, facendoli fuggire. Abituato però al tipo di combattimento dei Numidi e dei Libi che, a quanto asserisce Polibio, "una volta che ripiegano fuggono per due o tre giorni, cercando di guadagnare terreno", credendo di aver terminato il suo compito ritornò in città. Gli sconfitti, addestrati in Sicilia da Amilcare, abituati ad attaccare, ritirarsi e contrattaccare ove se ne presentasse l'opportunità,  colsero l'opportunità di contrattaccare, e riuscirono persino ad impadronirsi del materiale e delle macchine belliche degli uticensi che Annone aveva fatto portare fuori dalla città.
Non solo, pochi giorni dopo nella località di Gorza, si lasciò sfuggire per ben due volte l'occasione di chiudere la partita. Cartagine si rivolse nuovamente ad Amilcare Barca.

### Amilcare
Amilcare ricevette da Cartagine circa settanta elefanti e diecimila uomini raccolti fra i cittadini, mercenari nuovi assieme ad altri che avevano disertato dall'esercito di Mato e Spendio. Non era molto rispetto all'ancora poderoso esercito ribelle, ma la guerra assunse immediatamente un altro andamento.
La prima mossa fu la liberazione di Utica dall'assedio. Visto che Mato si era asserragliato fra le colline chiudendo ogni corridoio naturale e artificiale verso la città, approfittando di un abbassamento dell'acqua causato dalla bassa marea e dalla direzione dei venti, fece guadare la foce del fiume Bagrada (oggi Wadi Medjerda).
La mossa prese di sorpresa i ribelli, e Amilcare riuscì a rompere l'isolamento e ad avanzare nella pianura per conquistare e controllare il ponte sul Bagrada, unico passaggio da Cartagine a Utica. Quindicimila fra gli uomini di Spendio che assediavano Utica avanzarono anch'essi verso il ponte per aiutare i diecimila che lo presidiavano. Riuniti, i ribelli si lanciarono contro le truppe di Amilcare. Questi fece ritirare velocemente gli elefanti, la cavalleria e perfino la fanteria leggera, fingendo una fuga. I nemici si lanciarono all'inseguimento, rompendo il proprio schieramento, quando improvvisamente si dovettero scontrare con la fanteria pesante di Amilcare che resse l'urto in attesa di ricevere aiuto dai finti fuggiaschi.
(ibid., I, 76)
Sull'onda della vittoria Amilcare conquistò il presidio presso il ponte, trasse dalla sua parte altre comunità e riaccese le speranze dei Cartaginesi.
Mato continuava l'assedio di Ippona, lasciando che il collega portasse avanti la sua guerra come poteva. Spendio, prelevati circa seimila uomini di stanza a Tunisi e i duemila Galli di Autarito, che non erano passati dalla parte di Roma a Erice, controllava le mosse di Amilcare, restando però lontano dalle pianure, dove la cavalleria e gli elefanti del cartaginese erano invincibili.
Per Amilcare giunsero i rinforzi di Narava, un capo Numida cui Amilcare - in cambio - promise di dare in moglie la figlia minore. Pochi giorni dopo Amilcare con i suoi elefanti e con il contributo di Narava vinse un'altra battaglia, in cui caddero diecimila ribelli e quattromila furono presi prigionieri.

## Massacro
Amilcare si comportò con umanità nei confronti dei prigionieri; chi lo voleva poteva arruolarsi nelle sue file, poteva andarsene o tornare in patria; chi però avesse mancato alla parola e approfittato della magnanimità avrebbe subito, se ricatturato, una pena inesorabile.
Mato, Spendio e Autarito dovettero fronteggiare quindi il pericolo di vaste diserzioni. Con un trucco simularono l'arrivo di lettere dalla Sardegna - ancora dominio cartaginese, ma i cui abitanti si erano ribellati - e da Tunisi. Con queste lettere si avvisava di tenere particolarmente sotto controllo Giscone e il suo seguito, catturati qualche tempo prima, perché nelle forze ribelli si trattava la loro liberazione. Nell'assemblea Autarito si alzò per esortare i ribelli a non credere all'umanità del generale cartaginese, consigliando di torturare Giscone e i suoi e ogni cartaginese catturato; chi si alzò per opporsi fu lapidato. Giscone e i suoi (circa settecento) furono portati fuori dal campo: furono loro prima tagliate le mani, poi le estremità, dopodiché vennero scagliati vivi in una fossa. Ai Cartaginesi che chiesero di riavere i cadaveri fu risposto di non inviare ambasciatori, i quali avrebbero ottenuto solo di fare la stessa fine. Amilcare fu costretto ad un totale mutamento di politica. Chiesto ad Annone di unire le forze, rispose colpo su colpo, trucidando tutti i nemici da lui catturati, oppure dandoli in pasto alle belve.
Una serie di avvenimenti negativi per Cartagine fecero nuovamente ondeggiare le sorti della guerra: una flotta con vettovaglie ed equipaggiamento, proveniente da Emporia, il granaio di Cartagine nella Piccola Sirte, fece naufragio; la Sardegna riuscì a liberarsi per qualche tempo dall'occupazione, Utica e Ippona, le uniche città rimaste fedeli decisero un improvviso voltafaccia; fecero entrare i Libi, uccisero le truppe - circa cinquecento uomini - che Cartagine aveva mandato in aiuto, gettarono i corpi dalle mura e non permisero nemmeno che i cadaveri fossero recuperati dai parenti. Mato e Spendio arrivarono ad assediare Cartagine.

## Politica estera
La sorte di Cartagine preoccupava Gerone II di Siracusa che, pur nemico dei punici e alleato di Roma vedeva come un pericolo l'eccessivo indebolimento di Cartagine che avrebbe significato l'eccessiva potenza di Roma. In mezzo a queste due potenze, Siracusa doveva resistere appoggiando il meno forte per poter mantenere una certa indipendenza.
Anche i Romani si mostrarono ben disposti una volta chiariti alcuni dettagli relativi alla cattura di commercianti italici. Questi, circa cinquecento, rifornivano le forze ribelli e i Cartaginesi li catturarono e li imprigionarono. Roma, irritata chiese la loro liberazione. Ottenutala, i Romani addirittura restituirono i prigionieri cartaginesi catturati in Sicilia, contrastarono il rifornimento ai ribelli e favorirono perfino l'esportazione a Cartagine di generi di prima necessità.

## Assedi
Cartagine era assediata. Ma anche Mato e Spendio lo erano. Amilcare che imperversava all'esterno, ridusse talmente i loro rifornimenti che l'assedio a Cartagine dovette essere tolto e la guerra riprese in campo aperto. I ribelli, cui erano giunti di rinforzo cinquantamila Libi guidati da Zarza, continuavano a evitare le pianure sempre sperando di poter cogliere Amilcare in posizione per lui sfavorevole. Ma Amilcare era un condottiero e i ribelli erano guidati, in pratica, da soldati sprovvisti di vere capacità tattiche e strategiche.
(ibid., I, 84)
Infine Amilcare riuscì ad accerchiare i ribelli. Spinti in posizione troppo sfavorevole per battersi, reso loro impossibile fuggire con una palizzata e un fossato, terrorizzati al pensiero di quello che sarebbe loro stato fatto se catturati, i ribelli dovettero restare in attesa di aiuti da Tunisi che i loro capi continuamente promettevano ma non mandavano. La fame divenne insopportabile; furono mangiati i prigionieri, poi gli schiavi. Infine Zarza e Spendio e Autarito si misero nelle mani di Amilcare; in dieci si presentarono al condottiero punico. Amilcare pose le seguenti condizioni:
I capi ribelli dovettero accettare.
Ovviamente i dieci scelti furono quelli giunti per trattare. Così Amilcare catturò i capi della rivolta. I Libi, pensando di essere stati traditi, presero le armi. Amilcare, che li aveva circondati nella località chiamata "Sega", li sterminò; secondo Polibio, il loro numero ammontava a oltre quarantamila.

## Vendette
Questa inversione nella sorte spinse Amilcare, dopo aver riconquistato altre città, all'assedio di Tunisi la roccaforte dei ribelli. Annibale, l'altro generale punico, pose le sue truppe dal lato di Tunisi che guardava Cartagine; Amilcare le pose sul lato opposto. Vennero condotti sotto le mura Spendio e gli altri comandanti della rivolta e furono crocefissi bene in vista.
Mato, che aveva notato una certa negligenza nell'opera di Annibale, lo assalì nel campo, se ne impadronì e catturò anche Annibale, che venne immediatamente condotto alla croce di Spendio, torturato e appeso al suo posto. Le efferatezze non erano terminate; trenta illustri Cartaginesi furono scannati attorno al corpo del defunto capo ribelle. Amilcare, che a causa della distanza fra i due campi non aveva potuto (o forse voluto) fare nulla per aiutare Annibale, tolse il campo e si spostò oltre il fiume Bagrada.
Dopo questo ennesimo rovescio a Cartagine si decise finalmente di smettere con le ostilità politiche interne e di inviare Annone con trenta membri del Senato e quante più truppe cittadine possibili per aiutare Amilcare. Finalmente i due capi politici iniziarono a collaborare. Con questi presupposti Mato si trovò in difficoltà in varie azioni belliche attorno a Leptis Minor (oggi Lamta) e fu costretto ad affrontare Cartagine in una battaglia campale.

## Conclusione
(ibid., I, 87-88)
Dopo una guerra durata circa tre anni e quattro mesi e nella quale gli avversari si sono distinti per crudeltà ed efferatezza anche rispetto ai tempi, i Cartaginesi tornarono ad essere i signori della Libia, punendo i responsabili della ribellione. Mato fu sottoposto "a ogni sorta di maltrattamenti".
Ne approfittò Roma che con una scusa mandò le sue truppe in Sardegna e la annesse assieme alla Corsica facendone la sua seconda provincia (la prima era stata la Sicilia alla fine della prima guerra punica). Alle proteste di Cartagine i Romani risposero con una dichiarazione di guerra. Stremata da quasi trent'anni di continua guerra Cartagine dovette cedere; così, dopo la Sicilia, perse anche la Sardegna, e dovette accettare di pagare altri milleduecento talenti per evitare l'attacco delle legioni di Roma.
Siglata la nuova pace con Cartagine, a Roma fu chiuso il tempio di Giano - segno di pace totale - evento che non si verificava dai leggendari anni di Numa Pompilio.

## Letteratura
Il romanzo storico di Gustave Flaubert Salammbô è ambientato a Cartagine durante il periodo della Rivolta dei mercenari.